# چاقالو و ستارگان برادوی
چاقالو و ستارگان برادوی (انگلیسی: Fatty and the Broadway Stars) فیلمی کوتاه به کارگردانی راسکو آرباکل محصول سال ۱۹۱۵ کشور ایالات متحده آمریکا است.

## بازیگران
- راسکو آرباکل
- آیوی کراث‌ویات
- مک سنت
- جو وبر
- لو فیلدز
- سم برنارد
- ویلیام کولیر سینیور
- جو جکسون
- برت کلارک
- هری بوکر
- می بوش
- گلن کاوندر
- چستر کانکلین
- آلیس دونپورت
- مینتا دارفی
- لوئیس هیپی - (با نام لو هیپی)
- تام کندی
- فرد میس
- هنک من
- پالی موران
- چارلز ماری
- ال سنت جان
- اسلیم سامرویل
- مک سوین
- ویلند تراسک جونیور
- بابی ورنون
- هری گریبن
- ادگار کندی
- پلیس‌های کی‌استون
- فورد استرلینگ